# Vadas József (református lelkész)
Vadas József (Györgyfalva, Kolozs megye, 1804. május 26. – Kolozsvár, 1871. június 17.) református lelkész, esperes.

## Élete
Tanulmányait Kolozsvárott végezte, ahol azután köztanítói, majd contrascribai, 1829. szeptember 1-jétől pedig seniori tisztet viselt. 1830-tól 1833-ig között Désen működött mint rektor, ezután külföldre ment, majd hazatérve, 1835 júliusában segédlelkész, 1839 júliusában lelkész lett Kolozsváron. 1854-től a kolozsvári egyházmegyének jegyzője, 1859-től esperese volt 1867-ig, amikor nyugalomba vonult. 1871-ben lemondott esperesi tisztjéről is.
Verseket írt az Aglajába (1830); a kolozsvári «Költemények» című gyűjteményes munkába (1834); a kolozsvári Mult és Jelennek is munkatársa volt. Tőle valók az erdélyi énekeskönyv 157., 166., 170., 171. és 221. dicséretei: gyakorlati irányú papi dolgozataiból az Erdélyi Prédikátori Tár (1837) és az Erdélyi prot. egyházi beszédek tára (1847) közölt.

## Munkái
- Isten igéje a szószékből hirdetve a népnek. Kolozsvár, 1856. (Herepei Gergelylyel).
- Agenda: szertartási beszédek és imák... I. rész. Templomi teendők. Uo. 1866. (Nagy Péterrel).